# Spjutmyra
Spjutmyra är en ödemarksby på gränsen till Dalarna, två mil ovanför Voxna Bruk i Ovanåkers kommun i Hälsingland. Som så många andra små byar avfolkades Spjutmyra när möjligheterna till bättre försörjning och bekvämare liv fanns inom räckhåll. De sista bofasta lämnade byn 1946. Idag finns bara ett sommarställe kvar. Under 1920-talet hade byn flera stora gårdar, egen skola m.m. Bilväg kom till byn mycket sent, dessförinnan bars eller släpades alla förnödenheter till platsen. Elektricitet har aldrig funnits i Spjutmyra.